# Criptoquindolina
La criptoquindolina es un alcaloide, dímero de la criptolepina y la quindolina. Es activo contra bacterias gram-positivas y, además, es un compuesto artificial generado durante el proceso de aislamiento a partir de las a de Cryptolepis sanguinolenta (Apocynaceae).

## Datos espectroscópicos
:ElMS (70 eV): m/z 448 [M+] (100), 134 (37), 241 (10), 224 (15), 218 (21) :UV (λmax, MeOH): 375, 338, 268, 228 ; UV (λmax= 0.01 N KOH): 391, 341, 309/269, 228; UV (Max=, 0.01 N HCI): 365, 270, 223. 
1H NMR (CDCI3, 400 MHz): 5 8.70 (1H, d, J=7.6 Hz, H-6'), 8.33 - 8.43 (3H, m, H-4, H-6, H-4'), 7.88 (1H, m, H-3), 7.80 (1H, d, J=7.9 Hz, H-9), 7.72 (1H, d, J=8.5 Hz, H-I'), 7.64 - 7.68 (2H, m, H-l, H-3'), 7.59 (2H, H°8, H-11'), 7.40 -7.49 (4H, m, H-2, H-2', H-7', H-8'), 7.17 (1H, m, H-7), 6.96 (1H, d, J=7.3 Hz, H-9'), 5.09 (3H, s, N-Me)
:13C NMR (CDCI3, 100 MHz): 5 161.0 (C-9e), 146.89 (C-5'a) , 145.69 (C-9'a), 146.13, (C-4'a), 142.55 (C-5a, C-10a), 134.87 (C-11), 133.57 (C-4a), 131.92, (C-8), 129.83 (C-lO'a), 129.69 (C-8'), 129.42 (C-4'), 128.81 (C-3), 127.50 (C-1) b, 127.11 (C-1 l'a), 126.74 (C-3') b, 125.65 (C-1'), 125.24 (C-2) °, 124.28 (C-2') =, 123.72 (C-6), 123.20 (C-11a), 122.29 (C-6'), 121.72 (C-5'b), 121.36 (C-9), 121.36 (C-7'), 116.19 (C-7), 115.71 (C-4), 114.61 (C-5b), 114.28 (C-11'), 111.46 (C-9'), 38.17 (N-Me).